# Coinbase
Coinbase Global, Inc. is een Amerikaanse cryptovalutabeurs. Het werd in 2012 opgericht door Brian Armstrong en Fred Ehrsam. Coinbase biedt een reeks cryptogeldproducten en -diensten voor particuliere beleggers, institutionele klanten, bedrijven en softwareontwikkelaars. Met meer dan 100 miljoen gebruikers in ruim 100 landen is het grootste Amerikaanse cryptovalutabeurs en tevens de grootste bitcoin-bewaarder ter wereld (in 2024). Het beheert meer dan US$ 400 miljard aan cryptogeld voor klanten.

## Activiteiten
Coinbase exploiteert een grote Amerikaanse cryptogeld-beurs met meer dan 108 miljoen klanten. Het biedt een breed pakket van diensten aan voor particuliere en institutionele cryptogeld-beleggers en handelaren.
Deze diensten omvatten, onder andere, Coinbase, een app waarmee cryptogeld kan worden gekocht of verkocht en cryptogeld kan worden bewaard. Coinbase Advanced, voorheen Coinbase Pro, voor professionele gebruikers. Coinbase Wallet, een app voor klanten die daarmee toegang kunnen krijgen tot gedecentraliseerde crypto-applicaties. Coinbase Card is een een betaalkaart van Visa waarmee klanten cryptogeld kunnen uitgeven. Voor bedrijven zijn er Coinbase Business, een crypto-beleggingsrekening waarmee bedrijven betalingen in cryptogeld kunnen accepteren, leveranciers, werknemers en partners kunnen betalen, en cryptogeld kunnen verhandelen en beheren. Coinbase Commerce, een betalingsdienst waarmee winkeliers cryptogeld kunnen accepteren.
Het bedrijf biedt tot slot ook een application programming interface (API) aan voor ontwikkelaars en handelaren om applicaties te bouwen en betalingen in digitale valuta te accepteren.
Hoewel cryptogeld in principe anoniem verhandeld kan worden, zijn transacties bij Coinbase dat niet. Geregistreerde gebruikers moeten hun belastingidentificatie opgeven en de transacties worden gerapporteerd aan de Amerikaanse belastingdienst. 
Van 2021 tot 2025 had Coinbase geen fysiek hoofdkantoor, maar vanaf 2025 huurt Coinbase kantoorruimte in San Francisco dat dienst als hoofdkantoor en operationeel centrum. 

### Resultaten
De inkomsten van Coinbase bestaan voor twee derde uit vergoedingen voor transactie die worden verricht. Iets meer dan 80% van de inkomsten is afkomstig uit de Verenigde Staten. Belangrijke kostenposten zijn die van het personeel en de computersystemen.
Verder heeft het bedrijf een hoeveelheid cryptogeld op de balans staan, dit is een relatief kleine bedrag afgezet naar het balanstotaal, maar omdat de prijsschommelingen van cryptogeld groot kunnen zijn, kan dit een significant impact, zowel negatief als positief, hebben op het resultaat van het bedrijf.
Per jaareinde 2024 had het US$ 404 miljard aan cryptogeld voor de klanten in beheer, veruit het grootste deel was bitcoin (circa 58%), gevolgd door ethereum (13%) en solana (5%). Het transactievolume in dat jaar was US$ 1162 miljard, waarvan 57% werd behaald met de handel in bitcoin, ethereum en de stablecoin USDC.
| Jaar | Omzet           | Netto-resultaat | Eigen vermogen  | Waarde crypto in beheer | Transactie- volume | Mede- werkers |
| Jaar | (× US$ miljoen) | (× US$ miljoen) | (× US$ miljoen) | (× US$ miljard)         | (× US$ miljard)    | Mede- werkers |
| ---- | --------------- | --------------- | --------------- | ----------------------- | ------------------ | ------------- |
| 2019 | 534             | −30             | 497             | 17                      | 80                 | 750           |
| 2020 | 1277            | 322             | 964             | 90                      | 193                | 1249          |
| 2021 | 7839            | 3624            | 6382            | 278                     | 1671               | 3730          |
| 2022 | 3194            | −2625           | 5455            | 80                      | 830                | 4510          |
| 2023 | 3108            | 95              | 6282            | 191                     | 468                | 3416          |
| 2024 | 6565            | 2579            | 10.277          | 404                     | 1162               | 3772          |

Er zijn twee soorten aandelen. De A-aandelen zijn beursgenoteerd en hebben per aandeel een stemrecht. De B-aandelen worden niet ter beurze verhandeld en hebben 20 stemrechten per aandeel.

## Geschiedenis
Coinbase werd in juni 2012 opgericht door Brian Armstrong en Fred Ehrsam. In oktober 2012 lanceerde het bedrijf de diensten voor het kopen en verkopen van bitcoin via bankoverschrijvingen. In 2013 haalde het bedrijf US$ 30 miljoen op bij diverse investeerders.
In januari 2014 werd Coinbase Global, Inc. opgericht in Delaware als een holdingmaatschappij voor Coinbase en haar dochterondernemingen. In 2014 groeide Coinbase naar een miljoen gebruikers. In dat jaar nam het Blockr en Kippt over en bracht het een kluissysteem voor de veilige opslag van bitcoin op de markt. In 2014 sloot het overeenkomsten met Overstock, Dell, Expedia, Dish Network en Time Inc., waardoor deze bedrijven bitcoinbetalingen konden accepteren. Later volgde nog PayPal.
In januari 2015 haalde Coinbase nog eens US$ 75 miljoen op. Kort tijd later werd Coinbase Exchange geïntroduceerd, een bitcoinbeurs voor professionele handelaren. In september begon Coinbase diensten aan te bieden in Canada en Singapore. In mei 2016 werd de naam van Coinbase Exchange gewijzigd in Global Digital Asset Exchange (GDAX).
In januari en maart 2017 verkreeg Coinbase een BitLicense en kreeg het een licentie om te handelen in ethereum en litecoin van het New York State Department of Financial Services (DFS). In november 2017 werd Coinbase door de Amerikaanse belastingdienst verplicht alle gebruikers te rapporteren die in een jaar minstens US$ 20.000 aan transacties hadden gedaan. 
Op 5 april 2018 kondigde Coinbase aan dat het een fonds met durfkapitaal had opgericht, Coinbase Ventures, dat zich richt op investeringen in blockchain- en cryptogeld-gerelateerde bedrijven. In mei deed Coinbase Ventures zijn eerste investering in Compound Labs. Op 23 mei werd GDAX omgedoopt tot Coinbase Pro en werd Coinbase Prime, een platform speciaal voor institutionele klanten, gelanceerd. In september vormden Coinbase en Circle een consortium, genaamd Centre, dat de stablecoin USD Coin (USDC), gekoppeld aan de Amerikaanse dollar, lanceerde.
In augustus 2019 meldde Coinbase dat het medio juni het doelwit was geweest van een hackaanval. Het beveiligingsteam van Coinbase detecteerde en blokkeerde de aanval waardoor het netwerk niet werd gecompromitteerd en er werd geen cryptogeld gestolen.
In maart 2021 werd Coinbase beoordeeld door het Office of Foreign Assets Control, met de zorg dat het bedrijf zijn blockchain-service mogelijk had geleverd aan personen of bedrijven die op de zwarte lijst stonden. Diezelfde maand kondigde Coinbase aan dat het een zakelijke aanwezigheid in India zou vestigen en werknemers zou aannemen voor IT-diensten en klantenservice.
Op 14 april 2021 kregen de aandelen van Coinbase een beursnotering op de Nasdaq-effectenbeurs. De aandelen werden geplaatst tegen US$ 250 per aandeel, wat het bedrijf een geschatte beurswaarde gaf van US$ 47 miljard. De slotkoers aan het einde van de eerste handelsdag was US$ 328,28. 
In juni werd dogecoin toegevoegd, maar alleen voor Coinbase Pro-gebruikers. In september dreigde de Amerikaanse Securities and Exchange Commission (SEC) Coinbase voor het gerecht te dagen als het een cryptogeld-uitleenproduct, genaamd Lend, zou lanceren. Het bedrijf trok de introductie van Lend in.
Op 15 december 2021 zorgde een storing ervoor dat de klantensaldi enorm opliepen, waardoor talloze gebruikers, kortstondig, miljonair werden.
In maart 2022 blokkeerde Coinbase, als reactie op de Russische invasie van Oekraïne in 2022, 25.000 adressen van cryptogeld-wallets die verband hielden met Rusland.
Coinbase begon in april 2022 met zijn activiteiten in India. Gebruikers in dit land kunnen geen roepies omzetten in cryptogeld, maar wel handelen tussen verschillende crypto’s.
Op 14 juni 2022 kondigde het bedrijf het ontslag aan van 1100 medewerkers, circa 18% van het totaal. Dit werd veroorzaakt door de wereldwijde neergang in cryptogeld en -diensten. In augustus 2022 kregen klanten van BlackRock, via hun Aladdin-beleggingsrekening, de mogelijkheid hun cryptogeld te beheren en te handelen via Coinbase.
Op 10 januari 2023 kondigde Coinbase het ontslag aan van het ongeveer 950 werknemers. Als reden werd genoemd de ineenstorting van de FTX-beurs en het stoppen van enkele projecten. In dezelfde maand kreeg Coinbase een boete van US$ 50 miljoen. De New York State Department of Financial Services (NYDFS) legde deze boete op omdat Coinbase de antiwitwaswetgeving had overtreden. Het bedrijf moest verder eenzelfde bedrag investeren in zijn complianceprogramma om toekomstige overtredingen te helpen voorkomen. In januari legde ook De Nederlandsche Bank (DNB) Coinbase een boete van € 3,325 miljoen op omdat een wettelijk vereiste registratie ontbrak voordat het diensten aanbood in Nederland.
In april 2023 kreeg een dochteronderneming in Bermuda een licentie om cryptogeld te verhandelen. In mei volgde op Bermuda een crypto-derivatenbeurs, genaamd Coinbase International Exchange, waarmee niet-Amerikaanse klanten bitcoin- en ethereum-futures kunnen verhandelen.
In december 2024 werd Apple Pay toegevoegd aan het Onramp-platform, voorheen bekend als Coinbase Pay, waardoor fiduciair geld-naar-cryptogeldtransacties, en vice versa, sneller kunnen worden uitgevoerd.
In mei 2025 was Coinbase doelwit van een cyberaanval. Hackers kregen toegang tot accountgegevens van een kleine groep gebruikers. De hackers hadden toegang hadden gekregen tot namen, adressen en e-mails, maar geen inloggegevens en wachtwoorden. De schade werd getaxeerd tussen de US$ 180-400 miljoen.
Op 8 mei 2025 werd de overname aangekondigd van Deribit, een in Dubai gevestigde beurs voor cryptogeldderivaten. De overnamesom is deels in contanten, US$ 700 miljoen, en het grootste deel in aandelen. Coinbase geeft elf miljoen aandelen uit met een waarde van circa US$ 2,2 miljard. De overname is de grootste binnen in de cryptogeldsector. Met deze koop versterkt Coinbase de positie buiten de Verenigde Staten.
Het aandeel Coinbase werd op 19 mei 2025 opgenomen in de S&P 500-aandelenindex.